# آووکا (ایندیانا)
آووکا (به انگلیسی: Avoca) یک منطقهٔ مسکونی در ایالات متحده آمریکا است که در ایندیانا واقع شده‌است. آووکا ۱۸۹٫۸۹ متر بالاتر از سطح دریا واقع شده‌است.